# María José Sirera Oliag
María José Sirera Oliag (Valencia, 19 de septiembre de 1934 - ibídem, 13 de mayo de 1982) fue una religiosa de las Esclavas del Sagrado Corazón de Jesús que solicitó su secularización tras serle denegado el permiso para ser religiosa-obrera.

## Biografía
María José Sirera Oliag nació en Valencia el 19 de septiembre de 1934, en el seno de una familia católica, bien acomodada económica y socialmente. Fue la segunda de cuatro hermanos. Alumna del Colegio de las Esclavas del Sagrado Corazón de Jesús, desde muy joven quiso ser monja, pero a instancias de su padre, hubo de esperar a cumplir los 18 años y comenzar sus estudios de Filosofía y Letras. Quería ser santa, una monja santa. Así se lo dijo a una amiga en una carta que le escribió poco antes de ingresar en el Noviciado de las Esclavas del Sagrado Corazón de Jesús.
Tomó el hábito el 27 de abril de 1953. En junio de 1959 terminó Filosofía y Letras en junio de 1959. Recibió orden de preparar el doctorado y lo hizo el 28 de noviembre de 1967, con la lectura de la tesis, dirigida por el Dr Vázquez de Prada en la Universidad de Barcelona, titulada Condicionamientos socioeconómicos de las enseñanzas secundarias en España 1939-1960.

En septiembre de 1970 obtubvo su secularización. Durante los cuatro siguientes años, trabajó en una fábrica, en la que fue líder, hasta que la despidieron en 1973. Vivió como el resto de obreros en el Barrio El Picarral. Su actividad en la fábrica donde trabajaba, en la Asociación de vecinos y la comunidad de base que dirigen jesuitas obreros, llegó a ser agotadora. Después de unos días de retiro en el Monasterio de Montserrat, en febrero de 1974, abandonó la actividad revolucionaria. Desde entonces, hasta su fallecimiento en 1982, se dedicó a la enseñanza, si bien no abandonó las ideas de reforma del sistema educativo que intentó llevar a cabo en las filas del PSOE Cuidaba de su madre enferma cuando le sobrevino un infarto. Falleció el 13 de mayo de 1982. Estaba sola con su madre. Acababa de escribir en un borrador de testamento:

Ruego a Dios que bendiga a los que amo, a mi patria y que los pobres, explotados y marginados vean cambiar sus situaciones por la justicia y la solidaridad, objetivos a los que he deseado entregar todas mis fuerzas

## Quiso ser hermanita de Foucauld
María José practicó la penitencia propia de la religiosidad represiva.

Después de leer su tesis doctoral comenzó la preparación para tomar los votos perpetuos. Viajó a Roma y allí quiso hacerse Hermanita de Carlos de Foucauld, para estar más cerca de los pobres. Pero sus superiores la disuadieron asegurándole que podría realizar la misión obrera desde el Instituto religioso de Las Esclavas. Fue destinada a Valencia, para encargarse de la educación de alumnas de alto nivel social y económico. A ello dedicó tres años.

## Exclaustración
María José quería luchar y trabajar, en la santidad personal y en la renovación colectiva, "en todo nuestro modo de ser y actuar". Así se lo expuso por escrito a una Superiora, fechada en 1969, siendo Directora del Colegio Mayor Universitario recién construido en Zaragoza. En la carta enumeraba los puntos que exigían un cambio que no admitían dilación, pues no quería comenzar otro curso sobre esas bases. La Superiora contestó la carta aconsejando el modo de proceder ante la Madre General a quien todo lo que sea “grupo” le previene en contra. Por ello, insistió en que las viera sumisas, serviciales, con verdadera vida comunitaria.
 
En mayo de 1970 escribió a la Madre Provincial pidiéndole dejar el cargo de Directora del Colegio Mayor y, dando por hecho que la Madre General le habría contado cuáles eran sus deseos, dejó claro que solo podía realizarlos fuera del Instituto. En su respuesta, La Madre Provincial le dijo que el Colegio Mayor era un sitio adecuado para ella, en el que podía llevar a cabo un apostolado, bien difícil, pero sumamente necesario, de mucha proyección y que merecía la pena: fabricar mujeres con toda la influencia que ellas van a tener a lo largo de sus vidas. La carta terminaba diciéndole que lo que María José deseaba era algo utópico.

Decidió entonces escribir a la Madre General y así lo hizo en julio de 1970. En su carta insistió en su idea de realizar la “misión obrera” en mujeres, a la manera que intentaban vivirla una serie de sacerdotes diocesanos, o miembros de órdenes masculinas -como jesuitas-, en distintos sitio de España y el mundo. También se refirió al modo de vida religiosa que habían adoptado cinco “Auxiliadoras del Purgatorio”, en Zaragoza, formando una pequeña comunidad. María José explicó que carecía de un grupo así, y terminó su carta preguntando si le podría dar como excepción, tal como se hace a veces por motivos de salud, un permiso extraordinario que no contraviniese los preceptos de la Constitución General. La Madre General le contestó que esa asimilación a la vida de los obreros, no incluía de suyo la vida comunitaria y sobre todo, la vida eucarística, que según el mandato que el Instituto había recibido de la Iglesia, tenía que realizar. Respecto al apostolado del Instituto, le explicó que se había definido en la última Congregación General que es la educación en la fe, centrada concretamente en: Obras de educación y enseñanza y Centros de espiritualidad, que se estudiaron con toda claridad y detalle, las formas que eran más corrientes, con ánimo de ampliar lo más posible, y sólo las que figuran en la nota al n. 104 de los Decretos, se consideraron propias del Instituto, al mismo tiempo que se excluyeron otras, y entre ellas, expresamente el trabajar como obreras. Terminaba diciéndole

Sin duda, V. ha vivido la vida religiosa con absoluta sinceridad, y buscando darse a Dios lo más completamente posible. Pero en un momento determinado, Dios puede querer comunicarle una luz más viva, para una entrega mayor.

María José contestó que deseaba ser religiosa-obrera, integrada en la misión obrera, obrera en todo pero por razón del Evangelio, con un estilo paralelo al del sacerdote-obrero, surgido en la Iglesia para hacerla presente en el mundo del trabajo y anunciar en él, el mensaje de Jesucristo. Y solicitó otro permiso de ausencia. La respuesta fue rotunda: El permiso de ausencia no le podía eximir de lo establecido por la Congregación General XI para todo el Instituto. En esa Congregación no se aceptó la experiencia de religiosa-obrera por 36 votos en contra, 3 abstenciones y 1 ausencia.
María José contestó con un escrito dirigido a la Madre General pidiendo que acelerara los trámites de secularización. Esta vez, en la misma carta, le habló de “grupos”

ultimamente, he podido ver más de cerca a algunos grupos, sobre todo de la Provincia de Aragón. La vida sencilla que antes vivían es hoy imposible, porque no va el tiempo marcha atrás. El cultivo espiritual y cultural de estas hermanas ha sido, especialmente en Aragón, casi nulo y deficientemente enfocado. Bastantes hermanas sufren un verdadero caos de ideas, de situación espiritual y sicológica. Por otro lado, la supresión de las diferencias entre las religiosas de una comunidad, ha sido mucho más de palabras que de hechos. Le suplico que considere ante el Señor este problema, que grava seriamente la conciencia de las responsables. Hace falta, con la sencillez e igualdad de trato, reparto real de funciones, una formación cultural, una atención espiritual y una forma de apostolado serio que enfoquen y llenen su vida. Estoy segura que es esta una de sus preocupaciones primordiales en esta hora difícil, pero déjeme expresarlo nuevamente ante V., como algo que no quisiera dejar de decir en esta ocasión que hoy se me ofrece.

El 28 de septiembre de 1970, solicitó su secularización.

## Vida en El Picarral
Quiso trabajar en una fábrica y lo hizo hasta que la despidieron en 1973. Fue líder en la fábrica, políticamente era partidaria de los Consejos Obreros en los centros de trabajo (consejos autónomos), las llamadas Plataformas Anticapitalistas. Se movía hábilmente en la clandestinidad por los buenos contactos que tenía no sólo en la comunidad cristiana de Zaragoza sino también en ambientes intelectuales. La policía la vigilaba de cerca. Profundamente creyente, con el paso del tiempo no encontró con quien vivir o compartir su experiencia espiritual. Después de unos días de retiro a Montserrat, en febrero de 1974, abandonó la actividad revolucionaria.

## Enseñanza
A partir de octubre de 1974 y hasta el otoño siguiente dirige una escuela rural en La Zaida, un pequeñísimo pueblo a unos treinta kilómetros de Zaragoza, con su llegada como maestra a la escuela de La Zaida, las cosas cambiaron para aquellos niños: se les consideró personas y también se les daría responsabilidad, ya no volvieron a pegarles allí y se les ayudaba a ver lo esencial de lo que tenían que saber, inclusodaba clases particulares casi siempre de forma desinteresada.
Pocos días después, el 18 de diciembre, muere repentinamente su hermano Javier que había vivido con ella.
A pesar de sus serios problemas de salud, quiso tener un trabajo social y pensó que una manera de poder hacerlo es militando en el partido socialista. Se afilia al PSOE el 1 de junio de 1977, y provoca un drama familiar. En el PSOE hace trabajo de base, aunque en algún momento no esté totalmente de acuerdo con algunos aspectos de la actuación del partido.
Prepara y se presenta en diciembre de 1977 a oposiciones de adjunto de Cátedra en la Universidad, no lo logra. Más adelante intentará hacerlo a Cátedra de Instituto de Segunda Enseñanza, desistirá de ello a mediados de 1979. Y aún en 1981, un año antes de morir, solicitará una plaza de encargado de curso de Historia Moderna en la Facultad de Filosofía y Letras en la Universidad Autónoma de Barcelona, tampoco lo consigue en una época para María José de mucha inseguridad en el trabajo y de problemas económicos.
Durante los cursos 1979-1980 y 1980-1981 trabajó en la Sección Cultural del PSOE en el Puerto (en la Asociación Marítima del Puerto), en programas para adultos, poniendo en marcha plataformas culturales para estos.
En Valencia vivió pendiente de su madre, muy mayor, delicada de salud y sola. En febrero de 1982, tiene cuarenta y siete años, sufre un infarto agudo de miocardio, del que sale muy afectada. Días más tarde se le diagnostica un aneurisma ventricular y, después de varias consultas, se decide que irá a operarse a Suiza. Pero el 13 de mayo de 1982 se repite el infarto. Estaba sola con su madre. Acababa de escribir en un borrador de testamento

Ruego a Dios que bendiga a los que amo, a mi patria y que los pobres, explotados y marginados vean cambiar sus situaciones por la justicia y la solidaridad, objetivos a los que he deseado entregar todas mis fuerzas